# Sparklehorse
A Sparklehorse egy egyesült államokbeli indie rock zenekar volt. Frontembere Mark Linkous.

## Története
Első albumuk az 1995-ös Vivadixiesubmarinetransmissionplot volt, amely azután jelent meg, hogy Linkous Richmondba költözött. 1996-os, a Radioheaddel közös turnéjuk idején a londoni hotelszobájában fogyasztott különböző drogok hatására leállt a szíve, és veséje; az incidens után fél évig kerekesszékbe és dialízisre kényszerült. 
1998-ban jelent meg Good Morning Spider című albumuk, amelynek komorsága a kritikusok szerint a korábbi esetnek köszönhető, habár Linkous közölte, hogy az album nagy része már korábban felvételre került.  Ez alól kivételt képez a St. Mary című szám, melyet Linkous az őt ápoló paddingtoni kórház személyzetének írt.
A 2001-es It’s a Wonderful Life Tom Waits, PJ Harvey, Bob Rupe, Nina Persson és David Fridmann közreműködésével készült; ellentétben a korábbiakkal, amelyek Linkous önálló munkái. Linkous elégedett volt az eredménnyel, de az albumot instrumentálisabbá tette volna. 
2006-ban megjelent negyedik albumuk, a Dreamt for Light Years in the Belly of a Mountain, Fennesz, Danger Mouse és Steven Drozd közreműködésével. Az album olyan számokat tartalmaz, mint például a Don't Take My Sunshine Away rádióváltozata, vagy a Shade and Honey újrakevert verziója, melyet Linkous eredetileg Alessandro Nivola Laurel Canyon-beli filmszerepéhez írt, továbbá a Morning Hollow ismételt kiadása, mely az It’s a Wonderful Life album bónusz száma.
2008-ban a Nightmare Revisited albumhoz feldolgozták a Karácsonyi lidércnyomás Jack’s Obsession című betétdalát. 2009-ben a Dark Night of the Soul album felvételéhez összeálltak Danger Mouse-szal és David Lynch-csel. 
2009-ben Linkous az ambient zenész Fennesz-szel együtt készítette el az In the Fishtank 15 középlemezüket, és a Sparklehorse utolsó, 2009-es európai turnéjának mind a négy állomásán együtt léptek fel. 
Linkous 2010. március 16-án Knoxville-ben öngyilkos lett. 

## Diszkográfia

### Stúdióalbumok
- Vivadixiesubmarinetransmissionplot (1995)
- Good Morning Spider (1998)
- It’s a Wonderful Life (2001)
- Dreamt for Light Years in the Belly of a Mountain (2006)
- Dark Night of the Soul (2010)

### Középlemezek (EP-k)
- Chords I’ve Known (1996)
- Distorted Ghost (2000)
- In the Fishtank 15 (Fennesz-szel, 2009)

### Válogatásalbumok
- Chest Full of Dying Hawks (1995–2001) (2001)
- Stained Glass Tears (1995–2006) (2006)

### Kislemezek
- Spirit Ditch / Waiting for Nothing (1995)
- Hammering the Cramps / Too Late (1995)
- Someday I Wil Treat You Good / Rainmaker (1996)
- Someday I Wil Treat You Good / London / In The Dry (1996)
- Hammering the Cramps / Spirit Ditch / Dead Opera Star / Midget In A Junkyard (1996)
- Rainmaker / I Almost Lost My Mind / Intermission / Homecoming Queen (KCRW - élőben) / Gasoline Horseys (KCRW – élőben) (1996)
- Come On In / Blind Rabbit Choir (1998)
- Maria’s Little Elbows / Painbirds / Wish You Were Here (Thom Yorke-val) (Pink Floyd-feldolgozás) / Haint (1998)
- Sick of Goodbyes / Good Morning Spider (1998)
- Sick of Goodbyes / Happy Place / Happy Pig / Shot A Dog / Gasoline Horseys (élőben) (1998)
- Gold Day / Heloise / Devil's New / Maxine (2001)
- Don’t Take My Sunshine Away / Ghost In The Sky / Knives of Summertime (2006)
- Don’t Take My Sunshine Away / Galveston (2006)
- Ghost in the Sky / Marigold (2006)
- Knives of Summertime / Caroline (2006)

### Összeállítások különböző előadókkal
- Heart of Darkness (Dear Charlottesville, 1995)
- Heart of Darkness (Cowpunks, 1996)
- Sad & Beautiful World (Boys Soundtrack, 1996)
- West of Rome (Sweet Relief II: Gravity of the Situation, 1996)
- Hammering The Cramps (Chicago Cab Soundtrack, 1996)
- Sad & Beautiful World (Dreamworld: Essential Late Night Listening, 2000)
- Galveston (New Sounds Of The Old West Volume Three, 2001)
- Shade And Honey (Devil In The Woods Magazine 3.3, 2001)
- It’s a Wonderful Life (Laurel Canyon Soundtrack, 2003)
- Go (The Late Great Daniel Johnston: Discovered Covered, 2004)
- Wish You Were Here (Lords of Dogtown: Music from the Motion Picture, 2005)
- Dark as a Dungeon (Cash Covered, 2006)
- Jack's Obsession (Nightmare Revisited, 2008)

### Vendégszereplések a Cracker együttes számaiban
- Eyes of Mary (Garage d'Or, 2000)
- Rainy Days and Mondays (Garage d'Or, 2000)

## Filmek
| Cím                        | Év   | Kiadó         |
| -------------------------- | ---- | ------------- |
| Southern Man: Sparklehorse | 1998 | VPRO          |
| This is Sparklehorse       | 2019 | Seven & Seven |

## Emlékezete
A Spin magazin szerint Mark Linkoust kortársai jobban elismerték, mint hallgatói.
2022 decemberében az Anti- kiadta az It Will Never Stop című dalt, amelyet Linkous fivére, Matt talált meg. A dalt korábban élőben többször is előadták (például a 2007-es All Tomorrow’s Parties fesztiválon).

## Fordítás
- Ez a szócikk részben vagy egészben  a   Sparklehorse című angol Wikipédia-szócikk ezen változatának fordításán alapul.  Az eredeti cikk szerkesztőit annak laptörténete sorolja fel. Ez a jelzés csupán a megfogalmazás eredetét és a szerzői jogokat jelzi, nem szolgál a cikkben szereplő információk forrásmegjelöléseként.